# ميانا دي سوزا
ميانا دي سوزا (بالفرنسية: Méans)‏ هي بلدية في مدينة تورينو الحضرية، في منطقة بيمنتة الإيطالية، وتقع على بعد حوالي 50 كيلومتر غرب مدينة تورينو. تقع ميانا دي سوزا على حدود بلديات سوزا و غرايفري و ماتي و أوسو و فينيستريل.